# B-67
B-67 je grenlandsko športsko društvo iz grada Nuuka.
Utemeljeno je 1967.
Klub ima više odjeljaka, a valja istaknuti:
- badmintonski odjeljak
- nogometni odjeljak
- rukometni odjeljak

## Uspjesi

### Nogomet
- Prvaci :
  - 1993., 1994., 1996., 1999., 2005.
  - doprvaci : 2002., 2004.
  - treći : 2003.

- Prvakinje
  - prvakinje: -
  - doprvakinje : 1988., 1989., 1990., 1992., 1994.
  - treći : 1995.

### Rukomet
- Prvaci :
  - 1984.

## Vanjske poveznice
- Službene stranice (badmintonskog odjela) (na danskom)